# Брукберг (Доњи Баварска)
Брукберг (њем. Bruckberg) општина је у њемачкој савезној држави Баварска. Једно је од 35 општинских средишта округа Ландсхут. Према процјени из 2010. у општини је живјело 5.013 становника. Посједује регионалну шифру (AGS) 9274194.

## Географски и демографски подаци
Брукберг се налази у савезној држави Баварска у округу Ландсхут. Општина се налази на надморској висини од 427 метара. Површина општине износи 51,1 km². У самом мјесту је, према процјени из 2010. године, живјело 5.013 становника. Просјечна густина становништва износи 98 становника/km².